# روبرت أوزبورن
روبرت أوزبورن (بالإنجليزية: Robert Osborne)‏ (و. 1932 – 2017 م) هو ممثل، وممثل تلفزيوني، وكاتب سير، وممثل أفلام، ومؤرخ، وصحفي، وكاتب سيناريو، ومصور سينمائي، ومنتج أفلام، من الولايات المتحدة الأمريكية، ولد في كولفاكس، توفي في مدينة نيويورك، عن عمر يناهز 85 عاماً.

## التعليم
تعلم في جامعة واشنطن.

## مناصب وهيئات
أدار تيرنر كلاسيك موفيز.

## وصلات خارجية
- روبرت أوزبورن على موقع IMDb (الإنجليزية)
- روبرت أوزبورن على موقع تيرنر كلاسيك موفيز (الإنجليزية)
- روبرت أوزبورن على موقع إن إن دي بي (الإنجليزية)
- روبرت أوزبورن على موقع قاعدة بيانات الفيلم (الإنجليزية)